# Département de Colón (Entre Ríos)
Le département de Colón est une des 17 subdivisions de la province d'Entre Ríos, en Argentine. Son chef-lieu est la ville de Colón.
Le département a une superficie de 2 893 km2. Sa population s'élevait à 52 718 habitants au recensement de 2001.

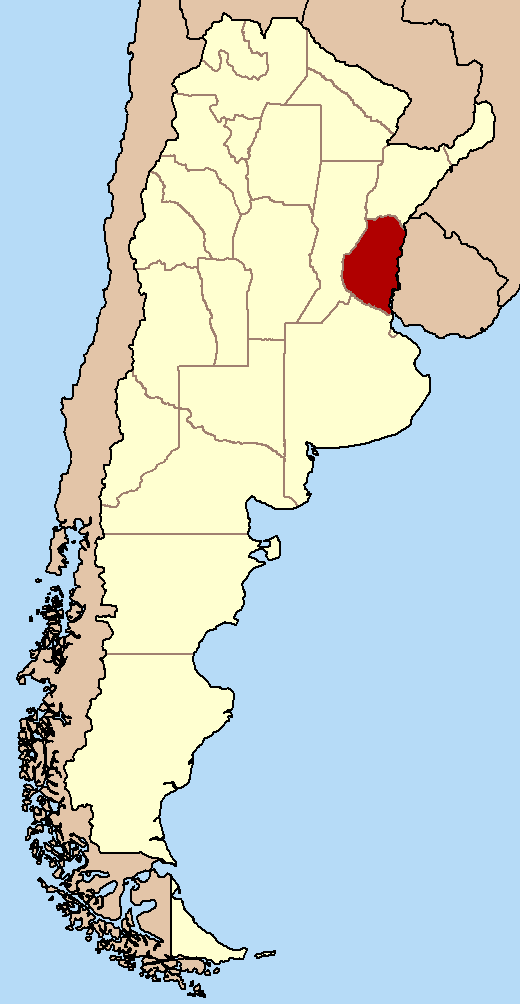
Localisation de la province d'Entre Ríos en Argentine.

## Villes et localités
- Arroyo Barú
- Colón, chef-lieu
- Colonia Hocker
- Colonia Hugues
- Hambis
- La Clarita
- Pueblo Cazes
- Pueblo Liebig
- Ubajay
- Villa Elisa